# Objectif de développement durable no 14 des Nations unies
Pour un article plus général, voir Objectifs de développement durable.
Vie aquatique

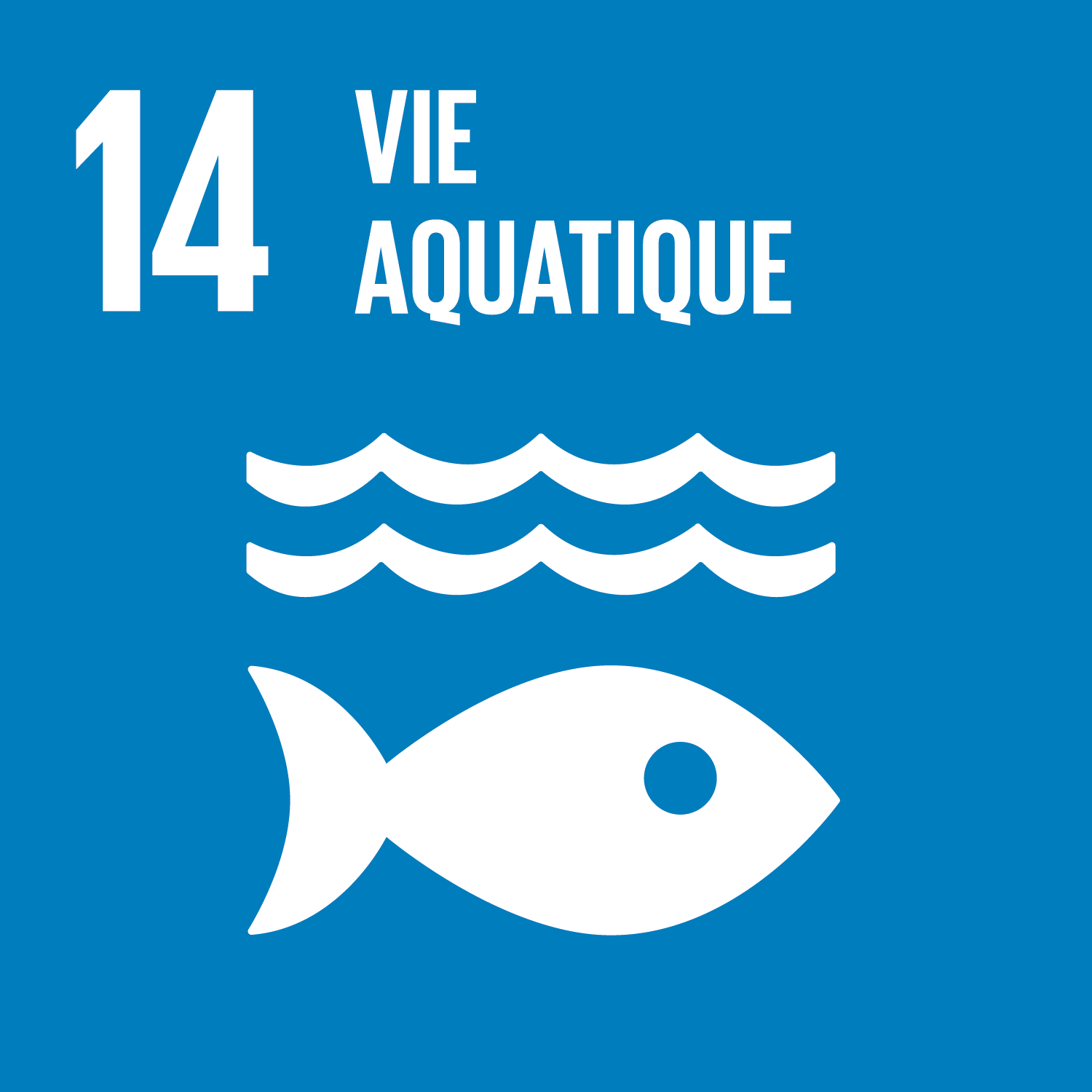
Logo de l'objectif no 14.

La thématique de la préservation et valorisation des océans et des mers est l'objectif no 14 des 17 objectifs de développement durable (ODD) adoptés en 2015 par l'Assemblée générale des Nations unies.
Son intitulé complet est : « Conserver et exploiter de manière durable les océans et les mers aux fins du développement durable ».

## Enjeux

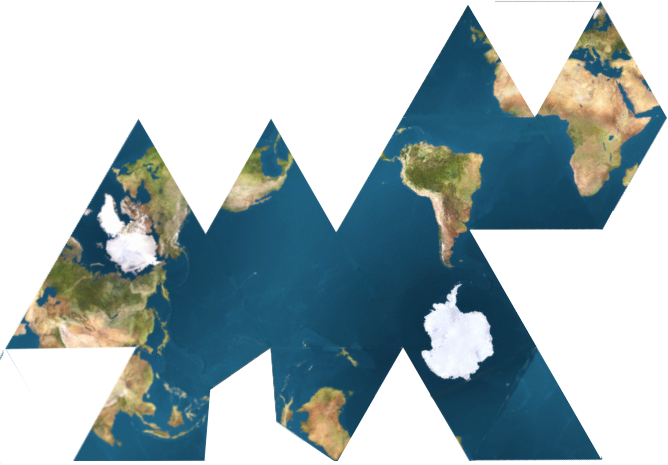
Le grand océan planétaire, ici mis en valeur par la projection de Fuller.

Le présent article ne traite pas des enjeux liés aux milieux aquatiques terrestres, fleuves et rivières et aquifères souterrains, qui relèvent de l'ODD n°15 relatif aux milieux terrestres.
Les mers et les océans représentent approximativement 70,8 % de la surface de la Terre et l'essentiel du volume où les écosystèmes et les espèces peuvent vivre. 
L'océan mondial est classiquement divisé en cinq océans - Pacifique, Atlantique, Arctique, Austral, Indien - et plusieurs dizaines de mers et mers intérieures. 
Les océans et les mers du monde sont à la source des systèmes mondiaux vitaux pour la planète, car la rendant habitable par de très nombreuses autres espèces (dont l'humanité). Les océans et les mers, de par leur inertie thermique, et de par la vie aquatique qu'ils abritent et permettent jouent notamment un rôle majeur pour le climat de la planète (température de l'air, circulations d'air, hygrométrie/pluviométrie, tempêtes...), sur le taux d'oxygène et la qualité de l'air et la composition chimique de l'atmosphère.
Plus de la moitié de la population mondiale vit sur les franges littorales 

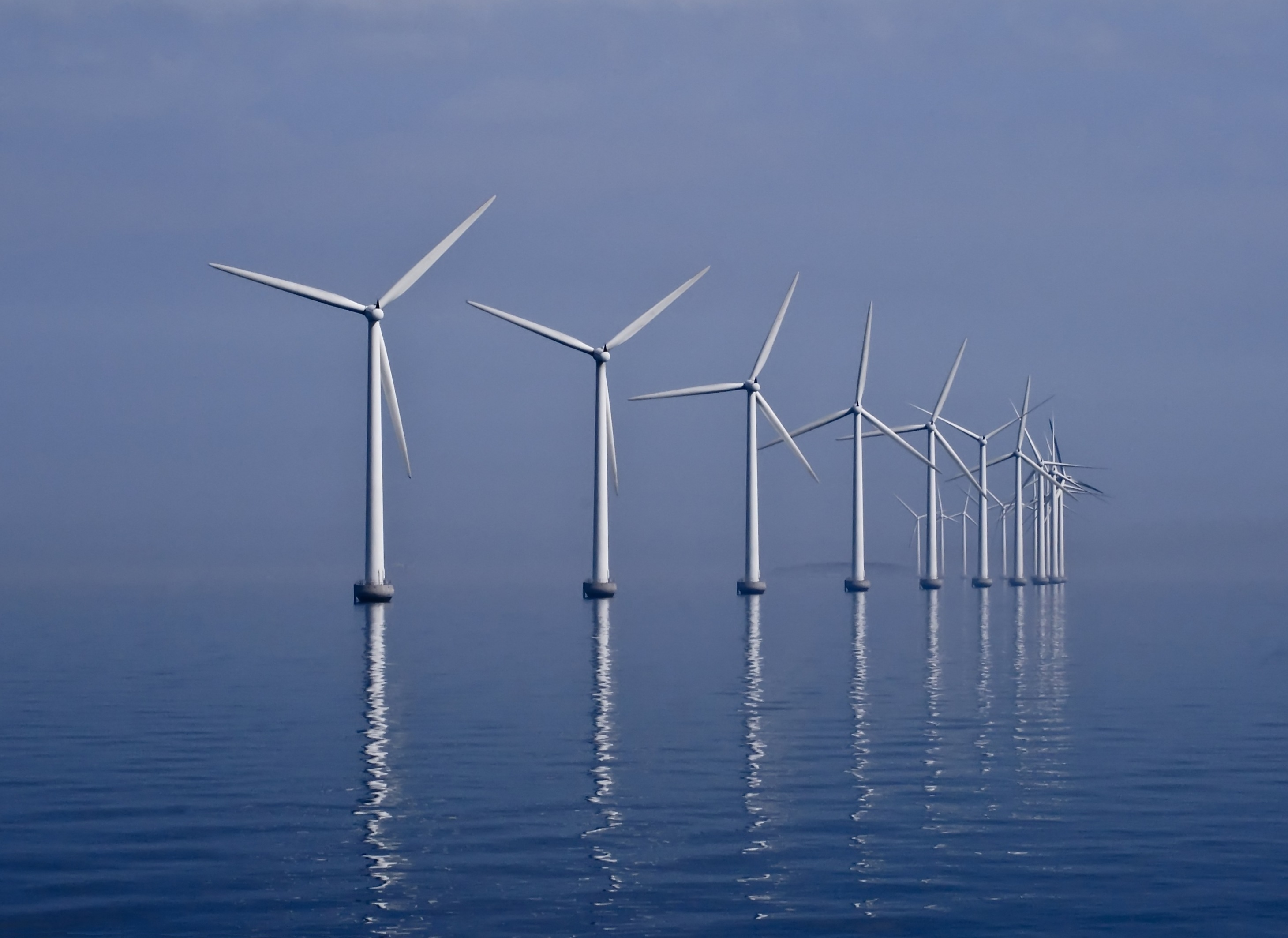
Éoliennes en mer, l'une des formes d'énergies marines.

Cette situation permet aux habitants des zones littorales de bénéficier de facilités pour le transport, l'alimentation (ressources marines issues de la pêche) et de l'installation de sources d'énergie renouvelables (ODD n° 7). Mais elles sont aussi susceptibles d'être concernées par des phénomènes météorologiques  spécifiques (tels que cyclones...), tsunamis, augmentation des niveaux des océans...  
L'eau pluviale, l'eau potable, le climat, la météo, les ressources naturelles (biodiversité et biomasse notamment) de nos estuaires, mangroves, lagunes, plateaux continentaux, récifs coralliens, îles, archipels, atolls et côtes, une grande partie de notre nourriture, et même l’oxygène de l’air dépendent directement ou indirectement des services écosystémiques fournis de la vie marine et aquatique, et de leurs systèmes de régulation.
Or, les impacts des activités humaines pèsent de plus en plus fortement sur les mers et les espaces littoraux par : 
- anthropisation, fragmentation écologique, destruction ou dégradation des espaces et milieux marins et littoraux (notamment par le bétonnage du littoral, la périurbanisation et les dragages, la pollution lumineuse qui dégradent l'environnement nocturne, l'exacerbation du recul du trait de côte sur une part croissante des littoraux, etc.) ;
- pollution des eaux (dont pollution sonore), atteintes directe et indirectes aux écosystèmes marins et d'eau douce avec destructions de nombreux habitats, et donc de la faune et de la flore marine, à cause de la surpêche, mais aussi du transport maritime, d'activités extractives, d'activités militaires et de leurs séquelles (ex : munitions immergées) ;
- convergence de nombreux rejets polluants issus des bassins versants vers les zones humides, les mers intérieures et/ou les océans.

## Cibles
Selon l'ONU : 
L’objectif 14 « vise à offrir un cadre permettant de gérer durablement les écosystèmes marins et côtiers et les protéger des effets résultants des activités humaines ». Il implique d’atteindre les cibles suivantes :
14.1 « D’ici à 2025, prévenir et réduire nettement la pollution marine de tous types, en particulier celle résultant des activités terrestres, y compris les déchets en mer et la pollution par les nutriments (eutrophisation, dystrophisation) »
14.2 « D’ici à 2020, gérer et protéger durablement les écosystèmes marins et côtiers, notamment en renforçant leur résilience, afin d’éviter les graves conséquences de leur dégradation et prendre des mesures en faveur de leur restauration pour rétablir la santé et la productivité des océans » ;
14.3 « Réduire au maximum l’acidification des océans et lutter contre ses effets, notamment en renforçant la coopération scientifique à tous les niveaux » ;
14.4 « D’ici à 2020, réglementer efficacement la pêche, mettre un terme à la surpêche, à la pêche illicite, non déclarée et non réglementée et aux pratiques de pêche destructrices et exécuter des plans de gestion fondés sur des données scientifiques, l’objectif étant de rétablir les stocks de poissons le plus rapidement possible, au moins à des niveaux permettant d’obtenir un rendement constant maximal compte tenu des caractéristiques biologiques » ;
14.5 « D’ici à 2020, préserver au moins 10 pour cent des zones marines et côtières, conformément au droit national et international et compte tenu des meilleures informations scientifiques disponibles » ;
14.6 « D’ici à 2020, interdire les subventions à la pêche qui contribuent à la surcapacité et à la surpêche, supprimer celles qui favorisent la pêche illicite, non déclarée et non réglementée et s’abstenir d’en accorder de nouvelles, sachant que l’octroi d’un traitement spécial et différencié efficace et approprié aux pays en développement et aux pays les moins avancés doit faire partie intégrante des négociations sur les subventions à la pêche menées dans le cadre de l’Organisation mondiale du commerce » ;
14.7 « D’ici à 2030, faire bénéficier plus largement les petits États insulaires en développement et les pays les moins avancés des retombées économiques de l’exploitation durable des ressources marines, notamment grâce à une gestion durable des pêches, de l’aquaculture et du tourisme » ;
14.8 « Approfondir les connaissances scientifiques, renforcer les moyens de recherche et transférer les techniques marines, conformément aux Critères et principes directeurs de la Commission océanographique intergouvernementale concernant le transfert de techniques marines, l’objectif étant d’améliorer la santé des océans et de renforcer la contribution de la biodiversité marine au développement des pays en développement, en particulier des petits États insulaires en développement et des pays les moins avancés » ; 
14.9 « Garantir aux petits pêcheurs l’accès aux ressources marines et aux marchés » ;
14.10 « Améliorer la conservation des océans et de leurs ressources et les exploiter de manière plus durable en application des dispositions du droit international, énoncées dans la Convention des Nations unies sur le droit de la mer , qui fournit le cadre juridique requis pour la conservation et l’exploitation durable des océans et de leurs ressources, comme il est rappelé au paragraphe 158 de « L’avenir que nous voulons. »

## Le contexte
Les objectifs de développement durable sont une un ensemble de 17 objectifs mondiaux fixés par les Nations unies. Les objectifs généraux sont interconnectés, même si chacun a ses propres cibles à atteindre. Les objectifs de développement durable couvrent un large éventail de questions liées au développement social et économique. Ceux-ci comprennent la pauvreté, la faim, la santé, l’éducation, le changement climatique, l’égalité des sexes, l’approvisionnement en eau, la collecte de déchets, l’énergie, l’urbanisation, l’environnement et la justice sociale.
Le document final du sommet des Nations unies sur l’Agenda 2030 : « Transformer notre monde : l’Agenda 2030 pour le développement durable », met l'accent sur la nécessité de « protéger la planète contre la dégradation, y compris la consommation et la production durables, de gérer de manière durable ses ressources naturelles et d’intervenir concrètement sur le changement climatique afin de pouvoir assurer la subsistance des générations présentes et futures ».
30 % des habitats marins ont été détruits et 30 % des réserves halieutiques mondiales sont surexploitées. La pollution marine a atteint des niveaux choquants ; chaque minute, 15 tonnes de plastique sont renversées dans les océans. 20 % de tous les récifs coralliens ont été détruits de manière irréversible, et 24 % sont en danger immédiat d’effondrement. Environ un million d’oiseaux marins, 100 000 mammifères marins, et un nombre indéterminé de poissons est blessé ou meurt chaque année à cause de la pollution marine produite par les humains.
Il a été constaté que 95 % des fulmars en Norvège ont des composants plastiques dans l’intestin. Les microplastiques sont une autre forme de pollution marine.
La détérioration des eaux côtières est devenue un phénomène mondial dû à la pollution et à l’eutrophisation côtière (excès de nutriments dans l’eau) où des facteurs similaires au changement climatique peuvent affecter les océans et avoir un impact négatif sur la biodiversité marine.
« Sans efforts concertés, l’eutrophisation côtière devrait augmenter de 20 % dans les grands écosystèmes marins d’ici 2050 ».
Marquée par les extinctions, les invasions, les hybridations et les réductions de l’abondance des espèces, la biodiversité marine est actuellement en déclin au niveau mondial. « Au cours des dernières décennies, il y a eu une augmentation exponentielle de l’activité humaine, à l’intérieur et à proximité des océans, ayant pour résultat des conséquences négatives pour notre environnement marin ».
Mis en évidence par la dégradation des habitats et les changements dans les processus écosystémiques, le déclin de la santé des océans a un effet négatif sur les personnes, leurs moyens de subsistance et la totalité de leurs économies, (et les communautés locales qui dépendent des ressources des océans sont les plus touchées). De mauvaises décisions en matière de gestion des ressources peuvent compromettre la conservation, les moyens de subsistance locaux et les objectifs de durabilité des ressources. « La gestion durable de nos océans repose sur la capacité d’influencer et de guider l’utilisation humaine du milieu marin ».
Les océans atténuent l’impact du changement climatique et absorbent environ 23 % des émissions annuelles de diverses formes de carbone, dont la plus inquiétante est le dioxyde de carbone. En raison du carbone absorbé, l’eau de mer devient plus acide et ses niveaux de pH diminuent considérablement. L’acidification des océans met en danger les récifs coralliens et d’autres espèces, avec des répercussions sur la chaîne alimentaire marine et les services écosystémiques, notamment la pêche, les transports et même le tourisme.

## Cibles, indicateurs et progrès
Plus d'informations : Liste des cibles et indicateurs des objectifs de développement durable (ODD).
Les Nations unies ont défini 10 cibles et 10 indicateurs pour les 14 objectifs de développement durable, qui comprennent la prévention et la réduction de la pollution marine et de l'acidification des océans, la protection des écosystèmes marins et côtiers et la régulation de la pêche.
Les cibles demandent aussi une amélioration des connaissances scientifiques sur les océans. Certaines cibles prévoient d'être atteintes en 2020, d'autres en 2025 et d'autres encore n'ont pas d'année de référence.
Les dix cibles comprennent la réduction de la pollution marine (14.1), la protection et la restauration des écosystèmes (14.2), la réduction de l'acidification des océans (14.3), la pêche durable (14.4), la conservation des zones côtières et marines (14.5), l'arrêt des subventions qui contribuent à la surpêche (14.6), l'augmentation des bénéfices économiques venant de l'utilisation durable des ressources marines (14.7), le développement des connaissances scientifiques (14.a), le soutien aux petits pêcheurs (14.b) et l’augmentation et le renforcement du droit international de la mer (14.c).
La plupart des 14 cibles des objectifs de développement durable ne sont pas mesurables en termes quantitatifs car les données ne sont pas encore disponibles ; seulement la cible 14.5 est quantifiable.